# Arvicola
Az Arvicola az emlősök (Mammalia) osztályának rágcsálók (Rodentia) rendjébe, ezen belül a hörcsögfélék (Cricetidae) családjába tartozó nem.

## Rendszerezés
A nembe az alábbi 3 faj tartozik:
- közönséges kószapocok vagy vízipocok (Arvicola amphibius) Linnaeus, 1758 – típusfaj
- déli kószapocok (Arvicola sapidus) Miller, 1908
- Arvicola scherman Shaw, 1801 - korábban az Arvicola amphibius alfajának tekintették